# Västerhaninge IF Ishockey
Västerhaninge IF Ishockey
Sektionen bildades 1961 som en del i Västerhaninge IF. 
Bästa placering för herrarna var 2001/2002 och 2002/2003 då man spelade i Div 2
Damerna bildade ett lag 1982, början gick det lite sämre men i början på 90 talet började det gå bättre.
1993/1994 2:a i Div 1 och sen 4:a senare i nationell final. VIF 2 kom 7:a i Div 2
1994/1995 3:a i Div 1 och Brons senare i nationell final. VIF 2 kom 4:a i Div 2
1995/1996 1:a i Div 1 och Brons senare i nationell final. VIF 2 kom 3:a i Div 2
1996/1997 3:a i Div 1 och silver senare i nationell final. VIF 2 kom 3:a i Div 2
Nästa period som det gick bra för VIF var 
2007/2008 och 2008/2009
2007/2008 kom man 5:a i div 1 och VIF 2 1:a i div 2 men kunde inte avancera till 1:a då det redan fanns en VIF lag där.
2008/2009 kom man 2:a i div 1 och VIF 2 2:a i div 2 men kunde inte avancera till 1:a då det redan fanns en VIF lag där.
början av 2010 hårdnade konkurrensen ytterligare och man valde att bilda Haninge Anchors HC 2013